# Die Strohpuppe
Die Strohpuppe (Originaltitel: Woman of Straw) ist ein britischer Kriminalfilm aus dem Jahr 1964 von Regisseur Basil Dearden mit Gina Lollobrigida und Sean Connery in den Hauptrollen. Die Handlung basiert auf dem französischen Roman La Femme de paille von Catherine Arley.

## Handlung
Maria, eine italienische Privatkrankenschwester, wird von Anthony Richmond eingestellt, um seinen Onkel Charles zu pflegen – einen skrupellosen und bösartigen Millionär, der auf den Rollstuhl angewiesen ist. Anthony ist davon überzeugt, dass Charles seinen Vater in den Selbstmord getrieben, dann Anthonys Mutter geheiratet hat. Im Testament des Millionärs ist nahezu der gesamte Nachlass für wohltätige Zwecke und für Anthony 20.000 Pfund bestimmt, doch sein Neffe Anthony schmiedet einen Plan.
In dem Glauben, dass das Geld rechtmäßig ihm gehört, überredet Anthony Maria, seine Komplizin bei der Beschaffung des Erbes zu werden und Charles zu heiraten, um sie zu seiner Alleinerbin zu machen. Anthony versichert Maria, dass er sich mit 1 Million Pfund für seine aktive Beteiligung an der Verschwörung zufriedengeben wird – aus einem Nachlass, den er auf 50 Millionen Pfund schätzt. Nach der Hochzeit ändert sie jedoch ihre Meinung und versucht, beiden Männern gegenüber gerecht zu sein. In Anthony ist sie verliebt, muss ihre Gefühle jedoch verbergen, damit weder Charles noch die Bediensteten etwas davon ahnen. Für Charles empfindet sie hingegen Sympathien. Während eines Urlaubs auf Mallorca verändert Charles das Testament zu Gunsten seiner neuen Ehefrau: er vermacht ihr seinen gesamten Besitz, darunter das riesige Anwesen. Der Plan geht zunächst auf. Der Plan scheint jedoch zu scheitern, als der alte Mann auf der Yacht unerwartet stirbt. Maria ist schockiert. Anthony, der weiß, dass Charles sein Testament zu Marias Gunsten geändert hat, überzeugt die ahnungslose Frau davon, dass Charles’ Testament erst auf den britischen Inseln hinterlegt werden muss, um als gültig anerkannt zu werden. Maria glaubt die Geschichte und führt den Plan aus. Gemeinsam täuschen sie vor, dass Charles aus gesundheitlichen Gründen mit niemandem reden darf. Ebenso erwecken sie den Anschein, er rauche und nehme sein Abendessen zu sich.
Ein Bediensteter schöpft jedoch den Verdacht, dass Charles tot ist. Maria wird von der Polizei konfrontiert. Unter Tränen bestätigt sie, dass Charles bereits auf der Yacht gestorben ist, und erzählt ihnen von dem Plan und dem Täuschungsmanöver. Anthony und die Bediensteten widersprechen jedoch Marias Aussagen und erklären, sie seien sicher, dass Charles noch am Leben war, als sie zum Anwesen zurückkehrten. Anthony behauptet zudem, dass er von Anfang an nicht mit der Heirat einverstanden war. Da bei der Autopsie Giftrückstände gefunden wurden und Maria Anthony bis zum Schluss begleitet hatte, gilt Maria als Hauptverdächtige – alle Indizien sprechen gegen sie. Maria wird wegen Mordes verhaftet, vor Gericht gestellt und verurteilt. Kurz vorher enthüllt Anthony gegenüber Maria seinen eigentlichen Vorhaben und erklärt, dass er sie als notwendiges Opfer für seinen Plan ausgewählt hat. Da sie nun als Alleinerbin verurteilt wurde, tritt Anthony als nächstes mögliches Familienmitglied die Rechtsnachfolge an und ist nun der einzige rechtmäßige Erbe des Vermögens. Der Diener Thomas legt wenig später eine Tonbandaufnahme der Polizei vor, die Charles auf seinem Sterbebett gemacht hat. Die Aufnahme beweist Anthonys Schuld – er vergiftete seinen Onkel – und entlastet Maria. Wütend vernichtet Anthony die Tonbandaufnahme vor den Augen der Polizei und stellt den Diener zur Rede. Anthony erkennt die ausweglose Situation und stürzt aus dem Zimmer. Doch Thomas reagiert schnell und schiebt Charles’ Rollstuhl gegen den flüchtenden Anthony. Anthony stürzt die Treppe hinunter und ist auf der Stelle tot.

## Besetzung und Synchronisation
Die deutschsprachige Synchronisation entstand im Auftrag der Ultra-Film in München.
| Darsteller/in     | Rolle                    | Synchronsprecher/in   |
| ----------------- | ------------------------ | --------------------- |
| Gina Lollobrigida | Maria Marcello           | Marianne Wischmann    |
| Sean Connery      | Anthony Richmond         | Gert Günther Hoffmann |
| Ralph Richardson  | Charles Richmond         | Robert Klupp          |
| Alexander Knox    | Detektiv Inspector Lomer | Anton Reimer          |
| Johnny Sekka      | Thomas                   | Werner Uschkurat      |
| Laurence Hardy    | Baynes                   | Leo Bardischewski     |
| Peter Madden      | Kapitän der Yacht        | Wolf Rahtjen          |
| Danny Daniels     | Fenton                   | unbekannt             |
| Michael Goodliffe | Rechtsanwalt             | Thomas Reiner         |
| Noel Howlett      | Rechtsanwalt             | Harald Wolff          |

## Veröffentlichung
Am 28. April 1964 feierte der Film in London seine Premiere. Der Film kam 27. August 1964 in den westdeutschen Kinos. Die deutschsprachige TV-Premiere erfolgte am 8. Dezember 1975 beim ZDF. Seit dem 4. Dezember 2015 ist der Film auf DVD erhältlich und seit 5. Juli 2019 auf Blu-ray.

## Produktion
Die Dreharbeiten fanden zwischen August und Oktober 1963 statt. Drehorte waren Orte auf Mallorca, unter anderem die Stadt Artà, die Gemeinde Capdepera sowie die Hafenstadt Portocolom. Drehorte in England waren u. a. das Audley End House (für die Außenaufnahmen des Anwesens) und die Hafenstadt Poole. Die Studioaufnahmen fanden in den Pinewood Studios statt.
Für Sean Connery war es der erste Film nach seinen beiden ersten James-Bond-Filmen. Der weiße Smoking, den Connery in diesem Film trägt, ist derselbe, den er im Vorspann von James Bond 007 – Goldfinger (1964) trägt.
Gina Lollobrigida war Berichten zufolge während der Dreharbeiten „anspruchsvoll und temperamentvoll“ und geriet häufig mit Sean Connery und dem Regisseur Basil Dearden aneinander.
Die Filmmusik wurde von der Sinfonia of London unter der Leitung von Norman Percival (1926–1995) eingespielt, die Orchesterarrangements der verwendeten Ausschnitte aus Werken klassischer Musik schrieb Muir Mathieson.

## Kritiken
„Langsam anlaufende, später spannende Geschichte eines fast perfekten Verbrechens.“